# Ayane Miyazaki
Pour les articles homonymes, voir Miyazaki (homonymie).
Ayane Miyazaki (宮﨑 彩音, Miyazaki Ayane), née le 15 septembre 2002 à Nagano, est une coureuse japonaise du combiné nordique. Elle est membre du club du lycée de Nozawa Onsen.

## Carrière
Elle fait ses débuts internationaux le 20 janvier 2018 à Rena (Norvège), lors des premières épreuves de la première Coupe continentale féminine jamais organisée. Elle se classe deuxième de l'épreuve et remporte celle du lendemain. Par la suite, elle montera sur le podium de toutes les autres épreuves de la Coupe et terminera celle-ci deuxième du classement général, derrière la Russe Stefaniya Nadymova.
Au début de la saison suivante, elle se classe 2e puis 3e des épreuves d'Otepää, surclassée à chaque fois par l'Américaine Tara Geraghty-Moats, une coureuse plus âgée et surtout très expérimentée, puisqu'elle a participé à des compétitions internationales des quatre disciplines nordiques.
Le 23 janvier 2019, à Lahti, en s'imposant devant la Norvégienne Gyda Westvold Hansen, et tandis que sa coéquipière Anju Nakamura complète le podium, elle devient la première Championne du monde juniors,,, de l'histoire du combiné.
Elle remporte la médaille d'argent en individuel féminin aux Jeux olympiques de la jeunesse d'hiver de 2020.
Elle est présente pour la course inaugurale de la première édition de la Coupe du monde féminine en décembre 2020 à Ramsau ; elle s'y classe 17e.

## Palmarès

### Championnats du monde
| Épreuve / Édition        | Individuel     | Individuel |
| Épreuve / Édition        | Petit tremplin |            |
| Mondiaux 2021 Oberstdorf | 10e            |            |

### Coupe du monde
- Meilleur résultat : 17e.

### Championnats du monde junior
- Médaille d'or en individuel en 2019 à Lahti.
- Médaille de bronze par équipes mixtes en 2020 à Oberwiesenthal.

### Jeux olympiques de la jeunesse
- Médaille d'argent en individuel (combiné) en 2020 à Lausanne.
- Médaille d'argent par équipes mixtes en 2020 (saut à ski).

### Coupe continentale
- Meilleur classement général : 2e en 2018.
- 7 podiums individuels, dont 1 victoire.